# Майницьке газове родовище
Майницьке газове родовище (Майницький блок Залужанського газоконденсатного родовища) — належить до Більче-Волицького нафтогазоносного району Передкарпатської нафтогазоносної області Західного нафтогазоносного регіону України.

## Розташування
Родовище знаходиться у Львівській області на відстані 22 км від м. Самбір. Пов'язане з Крукеницькою підзоною Більче-Волицької зони.

## Технічні дані
Майницька структура виявлена в 1972 році.
Перший промисловий приплив газу отримано з відкладів нижнього сармату з інт. 3120-3215 м у 1979 році.
У 2019 році ТОВ «Нафтогазбуріння» завершила буріння пошуково-експлуатаційної свердловини № 312, проектною глибиною 3 350 метрів, на Майницькому родовищі.

## Структура
Структура складена нижньосарматськими та баденськими утвореннями, які в межах блоку моноклінально занурюються на південь на 200 м. Розмір блоку 3,5×1,3 м.
Поклад пластовий, тектонічно екранований. Режим покладу газовий. На 1.01.1994 р. родовище знаходилось у розвідці.
Запаси початкові видобувні категорій А+В+С1: газу — 1000 млн. м³.
Запаси газу С1 складають – 748 млн м³, С2 – 12,1 млрд км³.